# Saint David (Saint Vincent en de Grenadines)
Saint David is de op een na grootste parish van Saint Vincent en de Grenadines. De hoofdstad van Saint David is Chateaubelair. De parish ligt in het noordwesten van het eiland Saint Vincent en grenst aan de parishes Saint Patrick en Charlotte. 
Charlotte · Grenadines · Saint Andrew · Saint David · Saint George · Saint Patrick